# Пэн Сюнцзянь
Пэн Сюнцзя́нь (кит. 彭雄健; род. май 2000, Паньчжихуа, Сычуань) — китайский шахматист, гросссмейстер (2023).

## Биография
Начал играть в шахматы в 8 лет. Через 3 года переехал в Чунцин. Он пошёл в среднюю школу, после чего захотел бросить шахматы из-за трудной жизни в 11 лет в незнакомом городе. В будущем продолжил заниматься шахматами и стал играть за местный клуб.
На Shanghai Gulf Cup 2017 поделил 2-4 места.
В 2019 году стал призёром двух турниров по получению норм в Нови-Саде. На международном турнире в Нише занял чистое 1-е место.
В 2020 году занял 5-е место на онлайн-чмепионате Азии среди юниоров.
Занял 4-е место на фестивале в рамках Биль 2023.
В командных турнирах играет в составе шахматного клуба Цзюлунпо (англ. Chongqing Jiulongpo). Участник командного чемпионата Китая 2019. В июне 2023 года также участвовал в китайской лиге — команда заняла последнее место, но Пэн Сюнцзянь разделил 3-4 в личном зачёте. В июле 2023 года занял 2-е место.
Участник многих чемпионатов Китая: классических (2017, 2019), также по рапиду и блицу (2017, 2018, 2019).
Смог стать гроссмейстером, не получив звания международного мастера. Гроссмейстерские нормы выполнил на турнирах:
- Опен в Даньчжоу (2016 — 4-10 места, итоговое 6-е)[18];
- Orbis 2 GM (2019 — 1-е место)[19];
- Belt and Road Open (2019 — 20-е место)[20].

Учился в Шанхайском университете.